# 프로스펙트 프로스베셰니야역
프로스펙트 프로스베셰니야 역(러시아어: Проспект Просвещения)은 러시아 상트페테르부르크 시에 있는 상트페테르부르크 지하철 모스콥스코 페트로그라츠카야 선의 역이다. 1988년 8월 19일에 개통되었다.